# Anselmo Polanco Fontecha
Anselmo Polanco Fontecha (Buenavista de Valdavia, 16 aprile 1881 – Pont de Molins, 7 febbraio 1939) è stato un vescovo cattolico spagnolo. Attaccato dai ribelli dopo l'inizio della guerra civile, nel gennaio del 1938, dopo la conquista di Teruel, fu fatto prigioniero dall'esercito repubblicano. Rimase detenuto per quasi un anno e fu trasferito diverse volte. Nelle ultime settimane della guerra, nel mezzo della conquista della Catalogna a opera di Francisco Franco, Polanco venne giustiziato da una squadra militare repubblicana insieme ad altri prigionieri. È uno dei tredici vescovi uccisi nella zona repubblicana durante la guerra civile spagnola, vittima della persecuzione religiosa. La Chiesa cattolica lo considera un martire e lo venera con il titolo di beato.

## Biografia

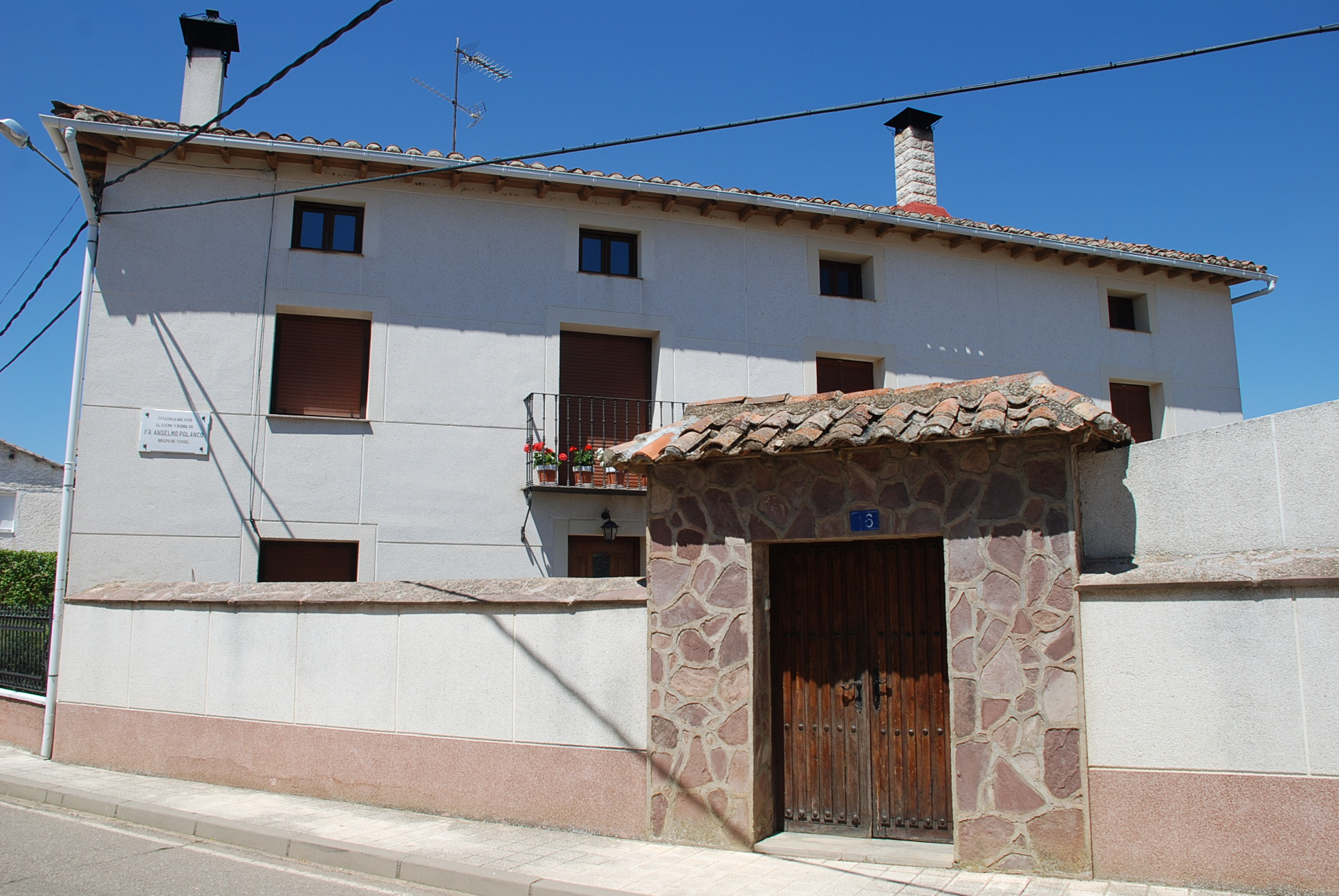
Casa natale di monsignor Anselmo Polanco a Buenavista de Valdavia.

Monsignor Anselmo Polanco Fontecha nacque a Buenavista de Valdavia il 16 aprile 1881 da una famiglia di agricoltori, cattolici praticanti. Prese il nome del sacerdote che lo battezzò. Dopo la morte del fratello Pedro (a un mese) e della sorella Amabile (a quattro anni), rimase figlio unico.

### Formazione e ministero sacerdotale
Il 1º agosto 1896, a quindici anni, entrò come novizio nel convento degli agostiniani di Valladolid. Il 2 agosto dell'anno successivo emise i voti temporanei. Il 3 agosto 1900 emise la professione solenne. Due anni dopo venne mandato al monastero di Santa Maria de La Vid a Burgos.
Il 17 dicembre 1904 fu ordinato presbitero nella cattedrale di Burgos dal vescovo di Osma José María García Escudero y Ubago. Celebrò la sua prima messa il giorno di Natale. Proseguì la sua formazione studiando tedesco e pedagogia. Dal 1907 si dedicò all'insegnamento. Nel 1922 venne nominato rettore del seminario reale di Valladolid. Fu rieletto nel 1926. Nel 1929 venne nominato definitore e nel 1932 padre provinciale del suo ordine, incarichi che lo costrinsero a viaggiare frequentemente e per lunghi periodi nelle Filippine, in Cina, negli Stati Uniti d'America, in Colombia e in Perù.
Anselmo Polanco è descritto da alcuni autori come un ecclesiastico tradizionalista e "bellicoso". Lo storico britannico Paul Preston lo descrive come un "religioso pio, austero e conservatore, abituato a distribuire elemosine ai poveri".

### Ministero episcopale
Il 21 giugno 1935 papa Pio XI lo nominò vescovo di Teruel e amministratore apostolico di Albarracín. Ricevette l'ordinazione episcopale il 27 agosto successivo a Valladolid dall'arcivescovo metropolita di Burgos Manuel de Castro y Alonso, coconsacranti il vescovo di Vitoria Mateo Múgica y Urrestarazu e quello di Osma Tomás Gutiérrez Díez. Prese possesso della diocesi l'8 ottobre successivo.
Poco prima delle elezioni nel febbraio del 1936, monsignor Polanco pubblicò una circolare interna ai parroci della sua diocesi in cui, riferendosi alle elezioni, disse che la lotta era risolta "tra i sostenitori della religione, della proprietà e della famiglia e i portavoce dell'empietà, del marxismo e dell'amore gratuito". La circolare terminava con una divisione tra "le due città nemiche di cui parla Sant'Agostino: i lati opposti del bene e del male", riferendosi allo scontro elettorale tra il Fronte Nazionale Controrivoluzionario e il Fronte Popolare.
Nel luglio del 1936, quando ci fu il colpo di stato contro il governo della Repubblica, continuò a ricoprire l'incarico di vescovo.
Dopo la rivolta militare, Teruel si unì ai ribelli. Monsignor Polanco fu un aperto sostenitore degli insorti e il 31 luglio 1936 pubblicò una lettera pastorale in cui si riferiva alla "rivolta del nostro glorioso Esercito Nazionale per la salvezza della Spagna". Fin dall'inizio della guerra, Teruel fu praticamente assediata dalle forze repubblicane. Nonostante la minaccia che incombeva, Polanco decise di rimanere in città.
Il ruolo del vescovo non era limitato alla sfera puramente ecclesiastica. Ci sono prove che il vescovo, da fondi della "Bula para la Santa Cruzada" finanziò una spedizione militare guerrigliera che agì ad Albarracín, portando avanti operazioni di sabotaggio sulla retroguardia repubblicana a Bajo Aragón. Non intervenne per evitare le numerose fucilazioni che avvennero a Teruel durante la guerra (alcuni parlano di 2.000 morti), cosa che ammise a posteriori. In un'occasione, nell'agosto del 1937, insieme ad altre autorità, presiedette una parata durante la quale membri del Tercio General Sanjurjo sfilarono per Teruel portando con sé prigionieri repubblicani appesi alle loro baionette. Non è registrato che abbia tentato di salvare le vite di due sacerdoti della sua diocesi che furono giustiziati nella zona per dispute personali. Cercò tuttavia di intercedere per la vita di alcuni cittadini di umili condizioni. Tali sforzi non portarono alcun frutto e in un'occasione fu minacciato di morte da un falangista turolense noto. Il 14 marzo 1937 pubblicò una lettera pastorale nella quale attaccava furiosamente l'anticlericalismo, riferendosi a:
A luglio firmò una lettera collettiva dell'episcopato spagnolo in cui la gerarchia cattolica concesse al conflitto la categoria di crociata.
Il 15 dicembre 1937 i repubblicani lanciarono una potente offensiva contro Teruel. In pochi giorni circondarono la città e occuparono la maggior parte dell'area urbana, fatta eccezione per una serie di ridotte in cui gli insorti resistettero. Sia il seminario che il palazzo episcopale di Teruel furono distrutti dai bombardamenti dell'esercito repubblicano. Il vescovo si rifugiò nel monastero di Santa Clara. Lì fu arrestato l'8 gennaio 1938, quando ci fu la resa delle forze franchiste guidate dal colonnello Domingo Rey d'Harcourt.
Il vescovo Polanco venne trasferito a Valencia con altri detenuti e fu interrogato su diverse questioni. L'accusa principale che affrontò era quella di aver incitato alla ribellione firmando la lettera collettiva dei vescovi. Quando in un interrogatorio gli chiesero se lui voleva cambiare qualcosa sulla lettera collettiva, Polanco disse: "Avremmo dovuto scriverla il giorno prima". Il ministro della difesa repubblicano Indalecio Prieto desiderava che monsignor Polanco fosse portato sotto scorta al confine con la Francia e liberato, ma il governo a maggioranza repubblicana si oppose a questa misura, ricordando il carattere bellicoso del vescovo e la lettera pastorale che aveva pubblicato. In seguito, le autorità repubblicane fecero un'offerta alla Santa Sede. Proposero che il vescovo lasciasse la zona repubblicana e soggiornasse in territorio vaticano fino alla fine del conflitto, lontano dalla guerra, purché non tornasse nella zona franchista. Il Vaticano, tuttavia, non rispose all'offerta repubblicana.
Il vescovo e altri prigionieri vennero trasferiti nel monastero di San Miguel de los Reyes a Valencia e da lì a Barcellona, dove vennero rinchiusi in un carcere ricavato nel convento dei Servi di Maria, nei pressi di Plaza Letamendi. Durante la sua detenzione, Polanco ricevette un buon trattamento da parte delle autorità. Insistette in diverse occasioni per essere classificato come "evacuato" e non come "prigioniero di guerra". Grazie all'intervento dei ministri Julián Zugazagoitia e Manuel de Irujo poté continuare a celebrare la messa, anche se lo faceva solo la domenica e nelle feste comandate. Il 23 gennaio 1939, poco prima della caduta imminente di Barcellona nelle mani dei soldati franchisti, i prigionieri furono evacuati a Santa Perpetua de Mogoda per essere poi trasferiti a Campdevànol, Puigcerdà, Ripoll, San Juan de las Abadesas, Figueras, Can de Boach e Pont de Molins.

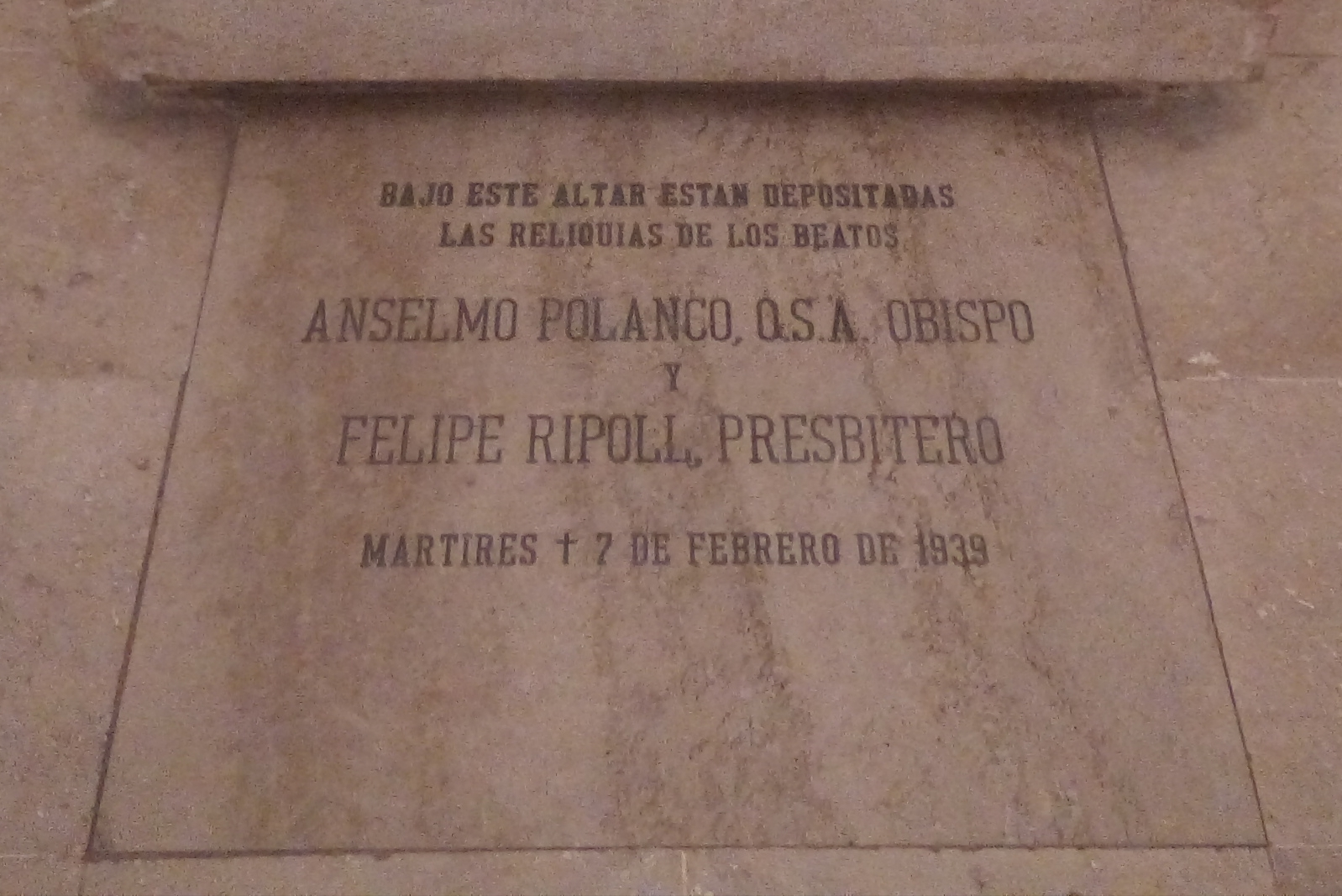
Tomba dove riposano i resti del vescovo Anselmo Polanco e del vicario generale Felipe Ripoll Morata nella cattedrale di Teruel.

Il Primo ministro Juan Negrín aveva dato ordini severi che i prigionieri dovessero essere protetti. Tuttavia, nel bel mezzo del crollo repubblicano, la situazione era caotica e gli ordini non venivano sempre rispettati. La mattina del 7 febbraio 1939 una trentina di soldati inviati dal comandante Pedro Diaz portarono 42 prigionieri. Tra essi vi era monsignor Polanco e altri funzionari che erano stati catturati a Teruel nel gennaio del 1938 tra cui don Felipe Ripoll Morata, vicario generale della diocesi, il colonnello Domingo Rey d'Harcourt, il tenente colonnello e capo della Guardia Civil José Pérez del Hoyo e il capo della polizia José Coello. Ai prigionieri fu detto che sarebbero stati trasferiti nella città costiera di Roses. Dopo aver preso la strada per Les Escaules, i convogli si fermarono un chilometro e mezzo dopo, molto vicino al burrone di Can Tretze. Costrinsero i prigionieri a salire sul canale asciutto del fiume Muga e lì furono giustiziati. Tra i morti vi erano anche 21 prigionieri italiani e un tedesco. Dopo essere stati colpiti, i cadaveri vennero cosparsi di benzina e bruciati.
Le circostanze della morte di monsignor Polanco non sono per nulla chiare. Alcuni indicarono la lettera del marzo del 1937 come una delle possibili cause del suo omicidio. Altri credono più plausibile che la sua esecuzione sia stata una vendetta, causata in gran parte dagli incessanti attacchi aerei contro i militari e i civili repubblicani in ritirata da parte delle milizie franchiste. Inizialmente nella zona franchista la notizia non era nota e la vera ubicazione del vescovo Polanco era sconosciuta. Negli ambienti vaticani circolò una versione che diceva che il vescovo si trovasse in un campo profughi al confine con la Francia. Alla fine di febbraio le autorità franchiste scoprirono il luogo del massacro di Can Tretze e, infine, il vescovo fu identificato tra i morti. La scoperta del suo omicidio ebbe un grande impatto. Il generale repubblicano Vicente Rojo, che era un cattolico riconosciuto, scrisse addirittura al colonnello Manuel Estrada Manchón per informarsi su quello che accadde.
Su richiesta delle autorità di Teruel, le sue spoglie furono trasferite nella sede della sua diocesi. Non fu così per i resti del colonnello Domingo Rey d'Harcourt, dal momento che il regime di Francisco Franco lo accusò di vigliaccheria per aver ceduto Teruel. I suoi resti dovettero rimanere nel luogo in cui erano fino al 1972.
Le spoglie di monsignor Polanco riposano, insieme a quelle del sacerdote Felipe Ripoll Morata, nella cripta della cattedrale di Teruel, dove sono oggetto di venerazione da parte dei fedeli cristiani.
Nel 1940 nel luogo della sua esecuzione il regime di Franco eresse un monumento che ricorda quella strage.

## Beatificazione
Il vescovo Anselmo Polanco Fontecha e don Felipe Ripoll Morata vennero beatificati con altri martiri della guerra civile spagnola il 1º ottobre 1995 durante una cerimonia tenutasi in piazza San Pietro e presieduta da papa Giovanni Paolo II.
Il suo elogio si legge nel Martirologio romano al 7 febbraio.

## Genealogia episcopale
La genealogia episcopale è:
- Cardinale Scipione Rebiba
- Cardinale Giulio Antonio Santori
- Cardinale Girolamo Bernerio, O.P.
- Arcivescovo Galeazzo Sanvitale
- Cardinale Ludovico Ludovisi
- Cardinale Luigi Caetani
- Cardinale Ulderico Carpegna
- Cardinale Paluzzo Paluzzi Altieri degli Albertoni
- Papa Benedetto XIII
- Papa Benedetto XIV
- Cardinale Enrique Enríquez
- Cardinale Francisco de Solís Folch de Cardona
- Vescovo Agustín Ayestarán Landa
- Arcivescovo Romualdo Antonio Mon y Velarde
- Cardinale Francisco Javier de Cienfuegos y Jovellanos
- Cardinale Cirilo de Alameda y Brea, O.F.M.
- Cardinale Juan de la Cruz Ignacio Moreno y Maisanove
- Arcivescovo Victoriano Guisasola y Rodríguez
- Cardinale José María Cos y Macho
- Arcivescovo Manuel de Castro y Alonso
- Vescovo Anselmo Polanco Fontecha